# 新門監獄
新門監獄（英語：Newgate Prison），位于英格兰倫敦市内新门街和奧卑利拐角处的一座監獄。建于12世纪，有过多次扩建和重建，于1904年拆除，自1188年至1902年使用了700多年。
- 监狱的一扇门，约1780年，现藏于倫敦博物館
- 《新门西视图》，喬治·舍菲德（英语：George Shepherd (artist)）约作于1810年
- 1896年，新门的一间牢房和长廊
- 新门行刑钟，现藏于圣墓教堂（英语：St Sepulchre-without-Newgate）

51°30′56.49″N 0°06′06.91″W / 51.5156917°N 0.1019194°W